# Крупа (плод)
Крупа (лат. caryopsis) је посебан тип плода орашице и среће се код трава и наравно, житарица. Код овог типа орашице је оплодница срасла са семењачом, па тако заједно штите ембрион и ендосперм. Зато се понекад интерпретира да је семе истовремено и плод.